# Else Winnewisser
Else Winnewisser (auch Schanz-Winnewisser, geboren 1936 in Heidelberg) ist eine deutsche Malerin und Grafikerin. Sie war eine der Studierenden, die in den 1950er-Jahren in die erste öffentliche Debatte der Nachkriegszeit um die Frage, was Kunst ist und darf, verwickelt war.
Gegen den Willen ihres Vaters studierte Else Winnewisser nach dem Abitur an der Kunstakademie Karlsruhe Bildende Kunst mit dem Ziel des Lehramts an Gymnasien. Ihre Lehrer dort waren Wilhelm Schnarrenberger und HAP Grieshaber. Bei Grieshaber studierte sie in einer Klasse, aus der auch so bekannte Künstler wie Hans Baschang, Walter Stöhrer und Horst Antes hervorgingen.
Winnewisser war eine der Studierenden, wegen deren Ablehnung durch die Prüfungskommission im ersten Staatsexamen eine viel beachtete öffentliche Debatte einsetzte, was unter Kunst zu verstehen sei, beziehungsweise wie weit Kunst gehen dürfe. Nachdem die Studierenden ihre Prüfung ein Jahr später wiederholen mussten, um handwerkliche naturalistische Zeichenkünste nachzuweisen, da ihre ersten Prüfungsarbeiten der Prüfungskommission zu frei erschienen waren, gab Grieshaber aus Protest gegen diese Kunstauffassung seine Professur auf. In der Folge dieser Ereignisse wurde die noch aus der Zeit des Nationalsozialismus stammende Prüfungsordnung geändert.
Neben ihrer künstlerischen Arbeit war Else Winnewisser von 1961 bis 1999 im Lehramt tätig, zuletzt als Studiendirektorin am Karlsruher Lessing-Gymnasium. Sie war mit dem Maler Heinz Schanz verheiratet; eine gemeinsame Tochter (geb. 1965).
Else Winnewisser lebt und arbeitet in Karlsruhe und seit Mitte der 1970er Jahre in jedem Sommer in Rochegude in Südfrankreich.

## Einzelausstellungen (Auswahl)
- 2001: Hans-Thoma-Gesellschaft, Kunstverein Reutlingen
- 2011: Gemaltes, Gezeichnetes, Gedrucktes, Galerie Clemens Thimme, Karlsruhe